# Heinrich Besuden

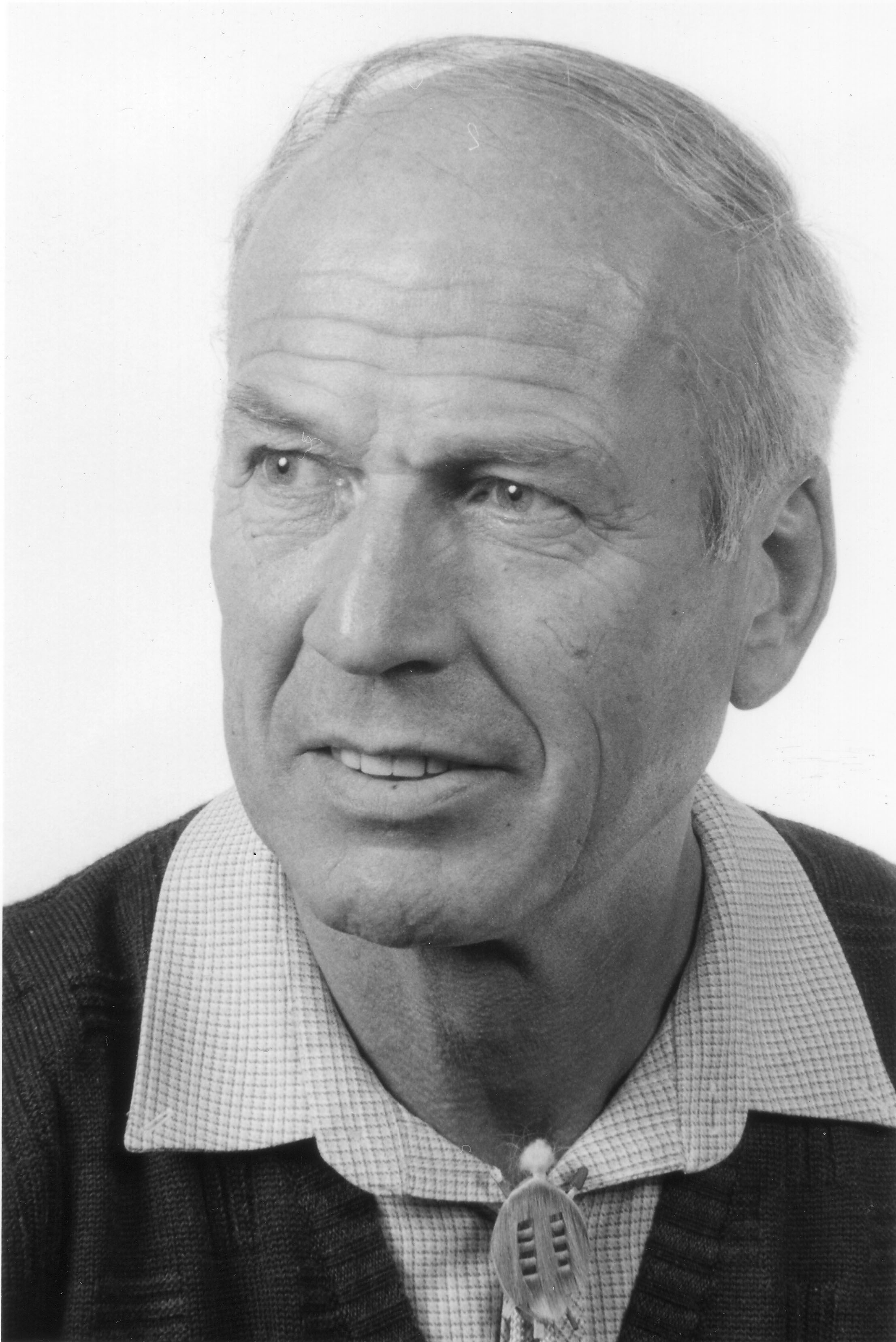
Heinrich Besuden (2001)

Heinrich Walter Karl Besuden [* 20. April 1924 in Nordenham; † 11. Oktober 2019 in Oldenburg (Oldb)] war ein deutscher Mathematikdidaktiker.

## Leben
Heinrich Walter Karl Besuden, zweiter Sohn des Rektors Heinrich Besuden und seiner Ehefrau, der Lehrerin Emmy Besuden, geborene Kosick, studierte an der im August 1945 neu gegründeten Pädagogischen Hochschule (PH) in Oldenburg und gehörte zu den ersten Absolventen. Anschließend arbeitete er als Grundschullehrer. An der Universität zu Köln schloss er das Studium der Mathematik, Physik, Chemie und Pädagogik an und unterrichtete am Oldenburger Hindenburg-Gymnasium (heute: Herbartgymnasium Oldenburg). 1955 wurde er zum Dr. phil. promoviert.
1955 wurde er als Hochschullehrer für Pädagogik an die PH Oldenburg berufen und war von 1965 bis 1967 deren Rektor. Mit der Gründung und Eingliederung der PH Oldenburg in die Universität Oldenburg 1973 lehrte er dort als Fachdidaktiker für Mathematik; er war Mitglied des Universitäts-Gründungsausschusses. Er hatte mehrfach Gastprofessuren an amerikanischen Universitäten. Von 1977 bis 1978 war Besuden Mitglied im Beirat der GDM. Von 1979 bis 1983 war er Vorstandsmitglied der Gesellschaft für Didaktik der Mathematik (GDM). Auch nach seiner Emeritierung an der Carl von Ossietzky Universität Oldenburg 1992 engagierte er sich als Emeritus weiter in der Lehre, bis er sich 2005 in den Ruhestand verabschiedete.
Hauptforschungsgebiete waren die Ziele, Prinzipien und Stufen im Mathematikunterricht, Mathematik in der Grundschule sowie Räumliches Denken und Geometrie. International bekannt wurde das Schulbuch „Mathematik in der Grundschule“, das er zusammen mit dem Braunschweiger Mathematiker Arnold Fricke veröffentlichte.

## Ehrungen und Auszeichnungen
- Ehrenbürger der Stadt New Britain, Connecticut, USA (1982)
- Festschrift zum 75. Geburtstag – Herbert Henning (Hrsg.): Mathematik lernen durch Handeln und Erfahrung, Verlag Bueltmann und Gerriets Oldenburg 1999 (255 S.)

## Quelle
- „Heinrich Besuden. Als Mathematikdidaktiker unter Pädagogen“ In: Bernhard Möller (Hrsg.): Geschichte der Pädagogik an der Universität Oldenburg in Autobiographien (Band 2), BIS-Verlag der Carl von Ossietzky Universität Oldenburg 2007, S. 9 bis 34

| Personendaten    | Personendaten                  |
| ---------------- | ------------------------------ |
| NAME             | Besuden, Heinrich              |
| ALTERNATIVNAMEN  | Besuden, Heinrich Walter Karl  |
| KURZBESCHREIBUNG | deutscher Mathematikdidaktiker |
| GEBURTSDATUM     | 20. April 1924                 |
| GEBURTSORT       | Nordenham                      |
| STERBEDATUM      | 11. Oktober 2019               |
| STERBEORT        | Oldenburg (Oldb)               |